# Paranymphon magnidigitatum
Paranymphon magnidigitatum là một loài nhện biển trong họ Ammotheidae. Loài này thuộc chi Paranymphon. Paranymphon magnidigitatum được miêu tả khoa học năm 1987 bởi Hong & Kim.